# Freden i Traventhal

Freden i Traventhal var ett fredsfördrag under stora nordiska kriget. Freden slöts den 8 augusti 1700 (ss) mellan Danmark-Norge, Sverige och Holstein-Gottorp i Traventhal, väster om Lübeck. Holstein-Gottorp var allierad med Sverige.

Karl XII i Själland. Etsning av Albert Schule från 1850-talet.

Danmark tvingades återlämna Holstein-Gottorp till dess hertig, en svensk allierad, och lämnade den antisvenska alliansen. Danskarna återinträdde i kriget först efter slaget vid Poltava, ett av Sveriges största militära nederlag genom tiderna, 1709.

## Villkor
- Danmark erkänner Holstein-Gottorps självständighet
- Unionsfördraget mellan Holstein-Gottorp och Danmark bekräftas till de delar som inte står i strid med Holstein-Gottorps självständighet
- Danmark betalar 260 000 riksdaler i skadestånd till Holstein-Gottorp
- Danmark lovar att inte understödja Sveriges fiender
- Holstein-Gottorp får rätt att hålla egna trupper, men inte ha mer än 6 000 främmande soldater i sin tjänst
- Recessen i Glückstadt 1669 bekräftas, vilken innebär att det gottorpska huset försäkras om Lübecks biskopsstift